# Pójoc
Pójoc es un sitio arqueológico de la cultura Chavín ubicado cerca de la ciudad de Chavín de Huántar en la provincia de Huari en la región Áncash de Perú. Es el sitio arqueológico más cercano a Chavín.

## Ubicación
Está ubicado a 2 km al noroeste del pueblo de Chavín, en el distrito del mismo nombre en la provincia de Huari. Para acceder a pie hay que ascender durante 1 hora un desnivel de 700 m desde el fondo del valle. Desde el lugar, se pueden ver tanto el nevado Huantsán como el centro ceremonial de Chavín.

## Descripción
La primera descripción del sitio fue publicada en un libro de 1851 por Mariano Eduardo de Rivero y Ustáriz y Johann Jakob von Tschudi:

A distancia de un cuarto de legua al Este del pueblo y en la cumbre del cerro llamado POSOC, que significa "cosa que se madura", hay otro castillo arruinado que en su exterior no presenta sino escombros, pero aseguran que en lo interior se encuentran salones y un socavón que comunica hasta el castillo mencionado arriba (Chavín). Se asegura que un Español sacó un tesoro con el que se fue a la capital, y antes de morir en el hospital de Lima entregó un itinerario que ha corrido por muchos manos. Algunas personas intentaron entrar, pero fueron detenidas por el desplomo de una piedra que les empedía el paso."
Antigüedades peruanas, Viena 1851
Rivero y Ustáriz y Tschudi.

## Excavaciones
El arqueólogo Richard L. Burger realizó tres excavaciones en el sitio cuyos resultados fueron publicados en Ñawpa Pacha en 1982. Entre sus conclusiones sobre Pójoc y Waman Wain, dado el hallazgo de esculturas de piedra de estilo Chavín en ambos sitios, indica que los miembros del culto en Chavín de Huántar no solo autorizaron la construcción de ambos sitios con estructuras rituales en lugares cercanos al templo Chavín, sino también asistieron el establecimiento y edificación de los mismos.

## Patrimonio oral asociado
Frente al cerro Pójoc (la montaña que madura) se encuentra otro cerro considerado sagrado: el Huágag (la montaña que llora). Cuentan que los espíritus de ambos apus sagrados son amigos y han sido separados por el río Huachekza. En medio del río, cerca de Chavín, existe una roca que llaman 'Pokoj' y que simboliza el bramido del cerro Pójoc. Se le atribuyen propiedades mágicas y que ha sido revelado en sueños que si la roca sagrada es movida o retirada, un nuevo aluvión descenderá de la quebrada Alhuina como ocurrió con el aluvión de 1945.